# Dijon metropolisz

Elhelyezkedése Côte-d’Or megyében

Dijon metropolisz (franciául: Dijon Métropole) a franciaországi metropoliszok egyike, a francia községközi társulási rendszer (intercommunalité) része.
Franciaország keleti részén, Burgundia-Franche-Comté régió Côte-d’Or megyéjében helyezkedik el, Dijont és a város vonzáskörzetének további 22 községét foglalja magába. 2017. április 25-én jött létre az addigi Grand Dijon városközösség (communauté urbaine du Grand Dijon) átalakításával
Népessége 257 193 fő volt 2021-ben, ebből 159 346 fő Dijonban élt. Területe 240 km2.

## Községek
A metropoliszt az alábbi 23 község alkotja:
1. Ahuy
2. Bressey-sur-Tille
3. Bretenière
4. Chenôve
5. Chevigny-Saint-Sauveur
6. Corcelles-les-Monts
7. Daix
8. Dijon
9. Fénay
10. Flavignerot
11. Fontaine-lès-Dijon
12. Hauteville-lès-Dijon
13. Longvic
14. Magny-sur-Tille
15. Marsannay-la-Côte
16. Neuilly-Crimolois
17. Ouges
18. Perrigny-lès-Dijon
19. Plombières-lès-Dijon
20. Quetigny
21. Saint-Apollinaire
22. Sennecey-lès-Dijon
23. Talant